# Olexandr Ihorovič Macijevskyj
Olexandr Ihorovič Macijevskyj (ukrajinsky Олександр Ігорович Мацієвський, rumunsky Oleksandr Ihorovîci Mațievskîi; 10. května 1980 Kišiněv, Moldavská SSR – 30. prosince 2022 Soledar, Bachmutský rajón) byl voják Ozbrojených sil Ukrajiny moldavského původu a účastník rusko-ukrajinské války, jenž byl zastřelen ruskou armádou, když zvolal „Sláva Ukrajině!“. V roce 2023 mu bylo posmrtně uděleno vyznamenání Hrdina Ukrajiny.

## Život
Narodil se 10. května 1980 v Kišiněvě v tehdejší Moldavské SSR a posléze získal občanství Moldavska. Školu dokončil v roce 1997. Poté nastoupil na technickou školu a absolvoval obor elektrotechnika.
V roce 2008 se s manželkou a synem přestěhoval na Ukrajinu, do města Nižyn v Černihivské oblasti. Zde pracoval ve svém oboru.
Od prvního dne plnohodnotné ruské invaze na Ukrajinu ze dne 24. února 2022 byl činný – odešel na nižynské ТЦК та СП, ale nebylo mu umožněno okamžitě vstoupit do armády. Pomáhal budovat opevnění, stál na stráži na kontrolním stanovišti, připravoval lahve se zápalnou směsí a vracel se na sběrné místo.
Dne 11. března byl zařazen do 163. samostatné mechanizované brigády 119. samostatné mechanizované brigády tankové divize „Sever“ Ozbrojených sil Ukrajiny (vojenská jednotka A7329), která bránila Černihivskou oblast. Prošel výcvikem a byl jmenován odstřelovačem. V listopadu byla jeho jednotka převelena do rajónu Bachmut, kde plnil úkoly přibližně po dobu jednoho měsíce. Později byla jednotka převelena do rajónu Soledar v Doněcké oblasti.
Dne 30. prosince 2022 byla jeho rota palebné podpory vyslána do rajónu u obce Krasna Hora, která již byla obsazena nepřítelem. Byl povoláním odstřelovač, avšak do tohoto boje byl nasazen s útočnou puškou. Pět vojáků, včetně něho, se rozmístěno na krajní křídlo obrany. Během dvanáctihodinové bitvy rota úspěšně odrážela nepřátelské útoky. Během bitvy se ztratilo spojení se skupinou vojáků, jíž byl součástí. Okolnosti jeho smrti nebyly po nějakou dobu známy.
V únoru 2023 bylo jeho tělo a těla jeho dvou bratrů přivezena domů. Dne 14. února 2023 byl pohřben v Nižyni.
Přežila jej jeho matka, manželka a syn.
Měl dvojí občanství, ukrajinské a moldavské.

## Poprava
Dne 6. března 2023 se na internetu a v médiích objevilo video s popravou neznámého, údajně ukrajinského válečného zajatce, kterého Rusové popravili, když zvolal „Sláva Ukrajině!“. Dvanáctisekundová nahrávka ukazovala neozbrojeného muže ve vojenské uniformě podobné uniformě ukrajinských ozbrojených sil, jak stojí ve vykopané jámě v lese, kouří a dívá se na kameramany. Hlas v ruštině křičí: „Zastřelte ho“, neznámý ukrajinský voják zvolá „Sláva Ukrajině“ a o chvíli později je zasažen několika dávkami ze samopalu. Po několika zásazích se muž skácí k zemi, ale ruští vojáci do něj nadále střílí a hlas voice-overu říká: „Chcípni, d*vko.“ Před zabitím byl pravděpodobně donucen vykopat si vlastní hrob, protože na videu je vidět, jak leží v jámě s lopatou za zády.
Podle vojáků 163. praporu TRO a příbuzných byl mužem na videu Olexandr Macijevskyj. Později informaci, že na videu je skutečně právě on, potvrdilo i Oblastní ředitelství sil teritoriální obrany „Sever“ Ozbrojených sil Ukrajiny – vojáka na videu poznali jeho příbuzní a spolubojovníci.
Dne 12. března 2023 Služba bezpečnosti Ukrajiny definitivně potvrdila, že zastřeleným vojákem byl Olexandr Macijevskyj. Vyšetřovací úkony k identifikaci osob odpovědných za zastřelení válečného zajatce pokračují.

### Reakce ve světě
Zastřelení neozbrojeného válečného zajatce Rusy vyvolalo vlnu pobouření nejen na Ukrajině, ale i v dalších zemích světa – během několika hodin po zveřejnění videa se hashtag „Sláva Ukrajině!“ dostal na první místo světových trendů na Twitteru. Statisíce uživatelů zveřejnily fotografie ukrajinského vojáka před zastřelím. Ke smutečnímu flashmobu se připojily i celebrity a světoví politici. Ukrajinský prezident Volodymyr Zelenskyj konstatoval, že Rusko zabíjí lidi na Ukrajině právě proto, že jsou Ukrajinci, za jejich proukrajinské názory.
Generální štáb Ozbrojených sil Ukrajiny vzkázal, že zastřelení neozbrojeného zajatce ruskými okupanty je potvrzením toho, že Rusko nerespektuje mezinárodní humanitární právo a válečné zvyklosti.
Komisař pro lidská práva Nejvyšší rady Ukrajiny Dmytro Lubinec zaslal video ombudsmanům z různých zemí a ukrajinský ministr zahraničí Dmytro Kuleba vyzval prokurátora Mezinárodního trestního soudu Karima Khana, aby zahájil okamžité vyšetřování.
Ministerstvo zahraničních věcí Moldavska poznamenalo, že ukázkový proces s vojákem by měl být kvalifikován jako válečný zločin a hrubé porušení mezinárodního humanitárního práva.

## Vyznamenání
- Titul Hrdina Ukrajiny Řádu Zlatá hvězda (13. března 2023, posmrtně) – za osobní odvahu a hrdinství při obraně státní suverenity a územní celistvosti Ukrajiny, věrnost vojenské přísaze.[20][21][22]
- „Čestný občan Ivano-Frankovska“ (24. března 2025, posmrtně)[23][24]

## Památky
- Dne 28. března 2023 byla na jeho počest přejmenována ulice 3. mikroobvodu v Nižyni.[25]
- Dne 30. března 2023 byla ulice Popudrenko v Černihivu přejmenována na ulici Macijevskyj.[26]
- Dne 19. dubna 2023 byla Komarova ulice v Kramatorsku přejmenována na ulici Macijevského.
- Dne 30. dubna 2023 byla na náměstí umístěna nástěnná malba Macijevského a nápisem „Sláva Ukrajině. Sláva hrdinům!“[27]
- Dne 24. března 2023 se na hlídkového policejního oddělení v Rovném objevila nástěnná malba Macijevského.[28]
- Dne 3. května 2023 vytvořil Mykola Hleba, řezbář z Iršavského okresu, dřevěnou sochu Macijevského v rámci Festivalu dřeva, který se konal v Sandringhamu (Velká Británie).[29]
- Dne 5. května 2023 byla Tolbuchinova ulice v Izjumu přejmenována na ulici Macijevského.[30]
- Dne 25. června 2023 se v Berlíně poblíž muzea Haus am Checkpoint Charlie na Friedrichstraße 43–45 objevily graffiti s Macijevským.[31]
- Dne 12. září 2023 byl na území „Tsilosani“ v gruzínském Tbilisi vztyčen pomník Macijevského. Na podstavci se nachází nápis „Sláva hrdinům“.[32][33]
- Dne 26. října 2023 byla ulice 1. máje v obci Hrebinky v Kyjevské oblasti přejmenována na ulici Olexandra Macijevského.
- Dne 25. listopadu 2023 byl v obci Nižyn odhalen památník na počest padlých obránců Ukrajiny. Ústřední postavou je bronzový pomník Hrdiny Ukrajiny Olexandra Macijevského.[34]
- Dne 6. prosince 2023, v Den Ozbrojených sil Ukrajiny, byla v Kyjevě otevřena výstava věnovaná Macijevskému[35][36][37] a také vztyčena socha hrdiny na půdě Národního historického a architektonického muzea „Kyjevská pevnost“.[38]
- Dne 17. října 2024 byl u nevládní organizace Demos v kazašské Almatě vztyčen pomník na počest Hrdiny Ukrajiny Olexandra Macijevského, který symbolizuje houževnatost a oddanost ideálům svobody a spravedlnosti.[39]

### Informační zdroje
- Olexandr Macijevskyj, zastřelený okupanty, byl občanem Moldavska. //.NV. — 13. března 2023. (ukrajinsky)
- Příběh hrdiny. WSJ vypráví příběh o životě a poslední bitvě Olexandra Macijevského, který byl zastřelen Rusy poté, co zvolal „Sláva Ukrajině“. // NV. — 2. května 2023. (ukrajinsky)